# Daniel Henney
Daniel Henney, född 28 november 1979 i Carson City, Michigan, är en amerikansk skådespelare.
Henney har bland annat medverkat i TV-serierna Sagan om Drakens återkomst och Criminal Minds. Han har även medverkat i filmen Big Hero 6.

## Filmografi (i urval)
- 2009 – X-Men Origins: Wolverine
- 2011 – The Last Stand
- 2015 – Big Hero 6
- 2015–2020 – Criminal Minds (TV-serie)
- 2021–2023 – Sagan om Drakens återkomst (TV-serie)